# Ihlow (Dolna Saksonia)
Ihlow – gmina samodzielna (niem. Einheitsgemeinde) w Niemczech, w kraju związkowym Dolna Saksonia, w powiecie Aurich.

## Geografia
Gmina Ihlow położona jest pomiędzy dwoma miastami Aurich i Emden.

## Dzielnice
W skład obszaru gminy wchodzą następujące dzielnice:
- Bangstede
- Barstede
- Ihlowerfehn
- Ihlowerhörn
- Ludwigsdorf
- Ochtelbur
- Ostersander
- Riepe
- Riepster Hammrich
- Simonswolde
- Westerende-Holzloog
- Westerende-Kirchloog

## Współpraca
- Baranów, Polska